# NGC 933
NGC 933 é uma galáxia espiral (S) localizada na direcção da constelação de Andromeda. Possui uma declinação de +45° 54' 43" e uma ascensão recta de 2 horas, 29 minutos e 17,4 segundos.
A galáxia NGC 933 foi descoberta em 11 de Setembro de 1885 por Lewis A. Swift.